# 行動廣告
行動廣告目前還沒有一個被普遍接受的定義。 美國行動營銷協會（2003）將移動營銷定義為：對介於品牌和終端用戶之間作為通訊和娛樂渠道的移動媒體的使用。移動營銷是隨時、隨地都能夠帶來即時、直接、交互溝通的一種親身渠道，概而言之，就是透過移動渠道來規劃和實施想法、對產品或服務進行定價、促銷、流通的過程。然而，行動廣告和移動營銷還不是一回事。IMAP（2003）將行動廣告定義為“使用移動媒體來傳送廣告訊息，鼓動人們購買產品和服務的商業活動”。該定義強調了購買卻沒能充分表達廣告的含義。再看美國市場營銷協會（2003）為廣告提供的定義是：“特定的廣告主通常以付費的方式透過各種傳播媒介，對商品、服務或觀念等訊息進行的非人員介紹和推廣。”行動廣告定義為：透過移動媒體傳播的付費訊息，旨在透過這些商業訊息影響受傳者的態度、意圖和行為。